# Férfi egyéni sprint pálya-kerékpározás az 1896. évi nyári olimpiai játékokon
A férfi sprintverseny egyike volt az öt pályakerékpár-versenynek az olimpián. Április 11-én ez volt a második versenyszám a programterv szerint. A táv 2 kilométer volt, azaz 6 kör a pályán.
Ebben a számban három nemzet négy versenyzője indult.

## Érmesek
| Arany                             | Ezüst                                        | Bronz                              |
| Paul Masson · Franciaország (FRA) | Sztamatiosz Nikolopulosz · Görögország (GRE) | Léon Flameng · Franciaország (FRA) |

## Eredmények
| Helyezés | Versenyző                      | Eredmény      |
| -------- | ------------------------------ | ------------- |
| Arany    | Paul Masson (FRA)              | 4:58,2        |
| Ezüst    | Sztamatiosz Nikolopulosz (GRE) | 5:00,2        |
| Bronz    | Léon Flameng (FRA)             | nincs adat    |
| -        | Joseph Rosemeyer (GER)         | nem ért célba |

A német Joseph Rosemeyer mechanikai probléma miatt feladni kényszerült a versenyt. A francia Paul Masson 4 perc 58,2 másodperces eredménnyel nyerte meg a versenyt, maga mögé utasítva a görög Sztamatiosz Nikolopuloszt, aki 5 perc 00,2 másodperc alatt teljesítette a távot. A bronzérmet a szintén francia Léon Flameng szerezte meg.